# Chersodromia argentina
Chersodromia argentina är en tvåvingeart som beskrevs av Quate 1960. Chersodromia argentina ingår i släktet Chersodromia och familjen puckeldansflugor. Inga underarter finns listade i Catalogue of Life.